# Albert (Kansas)
Albert è un comune (city) degli Stati Uniti d'America della contea di Barton nello Stato del Kansas. La popolazione era di 175 persone al censimento del 2010.

## Geografia fisica
Albert è situata a 38°27′11″N 99°00′45″W (38.453153, -99.012461).
Secondo lo United States Census Bureau, ha un'area totale di 0.24 miglia quadrate (0.62 km²).

## Storia
Albert è stata fondata verso gli inizi del 1880. La città prende questo nome da Albert Kriesinger, un negoziante. Albert era una stazione della divisione Great Bend e Scott della Atchison, Topeka and Santa Fe Railway.

## Società

### Evoluzione demografica
Secondo il censimento del 2010, c'erano 175 persone.

### Etnie e minoranze straniere
Secondo il censimento del 2010, la composizione etnica della città era formata dal 96,6% di bianchi, lo 0,6% di nativi americani, l'1,7% di altre razze, e l'1,1% di due o più etnie. Ispanici o latinos di qualunque razza erano il 4,6% della popolazione.